# Chiesa di San Francesco (Cassine)
La chiesa di San Francesco è un edificio religioso di Cassine, in provincia di Alessandria e diocesi di Acqui. Sorge nella parte alta dell'abitato, appena al di fuori dell'antico nucleo originario del paese. Affaccia su piazza Vittorio Veneto e fu edificata dai frati francescani nel XIII secolo insieme al complesso monastico, oggi adibito in parte a scuola e in parte a museo. Attorno alla chiesa di San Francesco sorgono altre tre chiese, dedicate a San Bernardino, alla Santissima Trinità e a Sant'Antonio abate.

## Storia

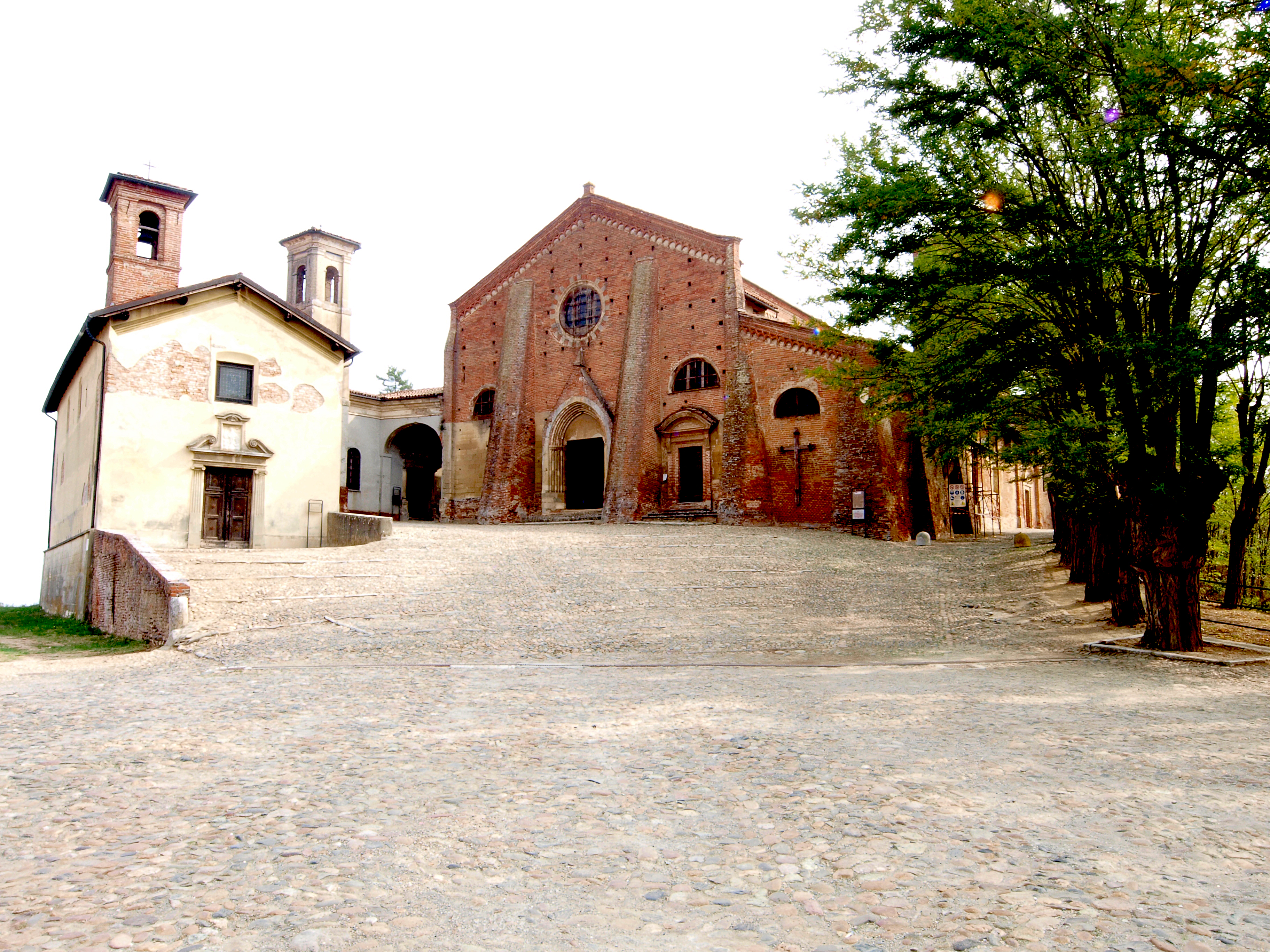
La chiesa di San Francesco e l'oratorio di San Bernardino (a sinistra).

Il complesso francescano fu fatto edificare dai Francescani Minori Conventuali, giunti a Cassine intorno al 1232. Ne è prova il testamento di Cesare Canefri, in cui alcuni suoi beni venivano lasciati per la costruzione della chiesa di San Francesco: "in laborerio eiusdem ecclesiae". Essi si insediarono inizialmente "extra muros" (al di fuori delle mura), come ogni nuova comunità mendicante, presso l'ingresso settentrionale del paese nella chiesetta di San Secondo, e successivamente si stabilirono nella sede del centro urbano appena costruita.
La data di edificazione è tuttora incerta, probabilmente l'inizio della costruzione è prossima al 1291 e l'ultimazione intorno al 1327, in relazione ad una bolla pontificia del Papa Giovanni XXII, in cui era concesso ai frati di trasferirsi entro il castrum.
Il Persoglio riferisce che la chiesa di San Francesco fu fatta edificare da Roberto d'Angiò, re di Napoli, in memoria del fratello ormai deceduto, il vescovo francescano Ludovico di Tolosa, poiché aveva abdicato in suo favore. L'esame di un documento del 1428 ed un decreto del vescovo Bonifacio Sigismondi del 1434, in cui si fa riferimento al trasporto della parrocchiale da San Michele de Castro a San Giacomo, fa supporre una conferma tardiva degli elementi precedentemente riferiti. I verbali delle visite pastorali, a partire dal 1577, ci informano della presenza delle varie cappelle che i frati avevano concesso di edificare a famiglie e confraternite.
Nel 1623 si eseguirono lavori di rivestimento in muratura dei pilastri gotici e di tinteggiatura, per adeguarsi alle esigenze dei tempi; tali rivestimenti, nelle prime due campate a partire dal presbiterio, sono stati asportati durante i restauri operati nel 1925.
In occasione dell'arrivo nel 1713 delle reliquie di Sant'Urbano Martire, la chiesa ebbe un globale intervento di restauro e trasformazione, come evidenziano ancora numerose cappelle del lato meridionale.
Attraverso sondaggi sui primi due pilastri rettangolari, risparmiati dall'intervento di restauro del 1925, è stato accertato l'inglobamento di ampie colonne non rimesse a vista in funzione delle attuali metodologie che mirano alla conservazione degli elementi successivi, altrettanto importanti degli originali. Inoltre nel sottotetto sono visibili gli ampi archi ogivali, insistenti sui pilastri e sulla controfacciata, successivamente mascherati con archi a tutto sesto, apposti nel corso della costruzione delle volte nervate.

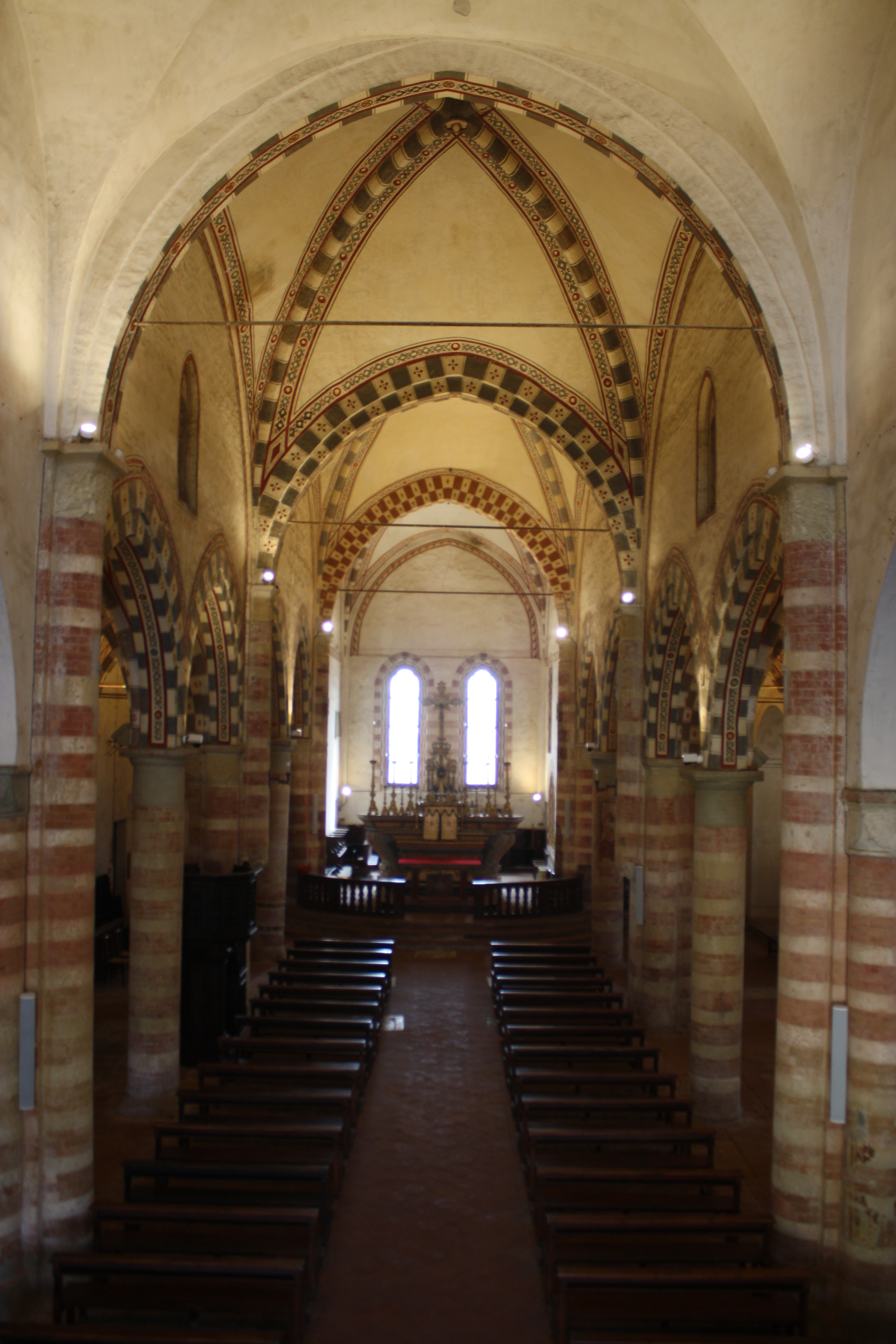
La navata centrale.

In seguito alla soppressione napoleonica del convento, avvenuta per decreto nel 1802, i frati furono trasferiti nel convento di Moncalieri e tornarono nel 1830; nel decennio successivo furono sostituiti dai Padri Cappuccini. Il convento fu definitivamente soppresso e incamerato nei beni dello Stato quando nel 1858 il Comune di Cassine lo acquistò adibendolo ad uso scolastico, funzione che sviluppa ancora ai nostri giorni, mentre la chiesa fu curata da alcune confraternite, svolgendo, come nei secoli passati, un ruolo unificante tra le varie parrocchie di Cassine. La chiesa è uno dei pochi significativi esempi in Piemonte di architettura gotica lombarda, con derivazioni cistercensi.

## Architettura
L'edificio è orientato con l'abside a levante e la facciata a ponente, e ricalca lo schema costruttivo in uso alle costruzioni francescane trecentesche: pianta basilicale a tre navate, di cui la maggiore costruita da tre campate coperte da volte a crociera rialzata su archi ogivali, sorretta da costoloni caretani, compresa l'abside a pianta quadrata; le rimanenti due sono con volte a crociera nervata, su archi a tutto sesto.
Le prime due campate orientali della navata maggiore sono a base rettangolare, affiancate da un numero doppio di campate minori a pianta quadrata; le due rimanenti campate centrali sono a base quadrata, affiancate ai lati da altrettante campate rettangolari. I pilastri, alternati a colonne, sono a sezione rettangolare con semicolonne su tre lati, il quarto lato resta piatto, con in alto un capitello pensile, rivolto scambievolmente verso le navate minori; i capitelli pensili verso la navata maggiore sono posti ad un'altezza inferiore rispetto a tutti gli altri capitelli, sorreggendo semicolonne di ribattitura. Altri capitelli pensili sono inseriti sulle pareti laterali: questo sistema permette di conferire maggior spazialità alle navate. I pilastri e le colonne sono caratterizzati cromaticamente da fasce alternate in cotto e arenaria, così come negli archi a ogiva e, dove questi sono ricoperti da intonaco, compare una decorazione a finti conci lapidei. I capitelli sono cubici, con la curvatura inferiore arrotondata e segnata da un'incisione; altri sono con foglie a crochet, su corpo scampanato verso l'alto e conservano, come quelli cubici, tracce di policromia.

## Museo di San Francesco

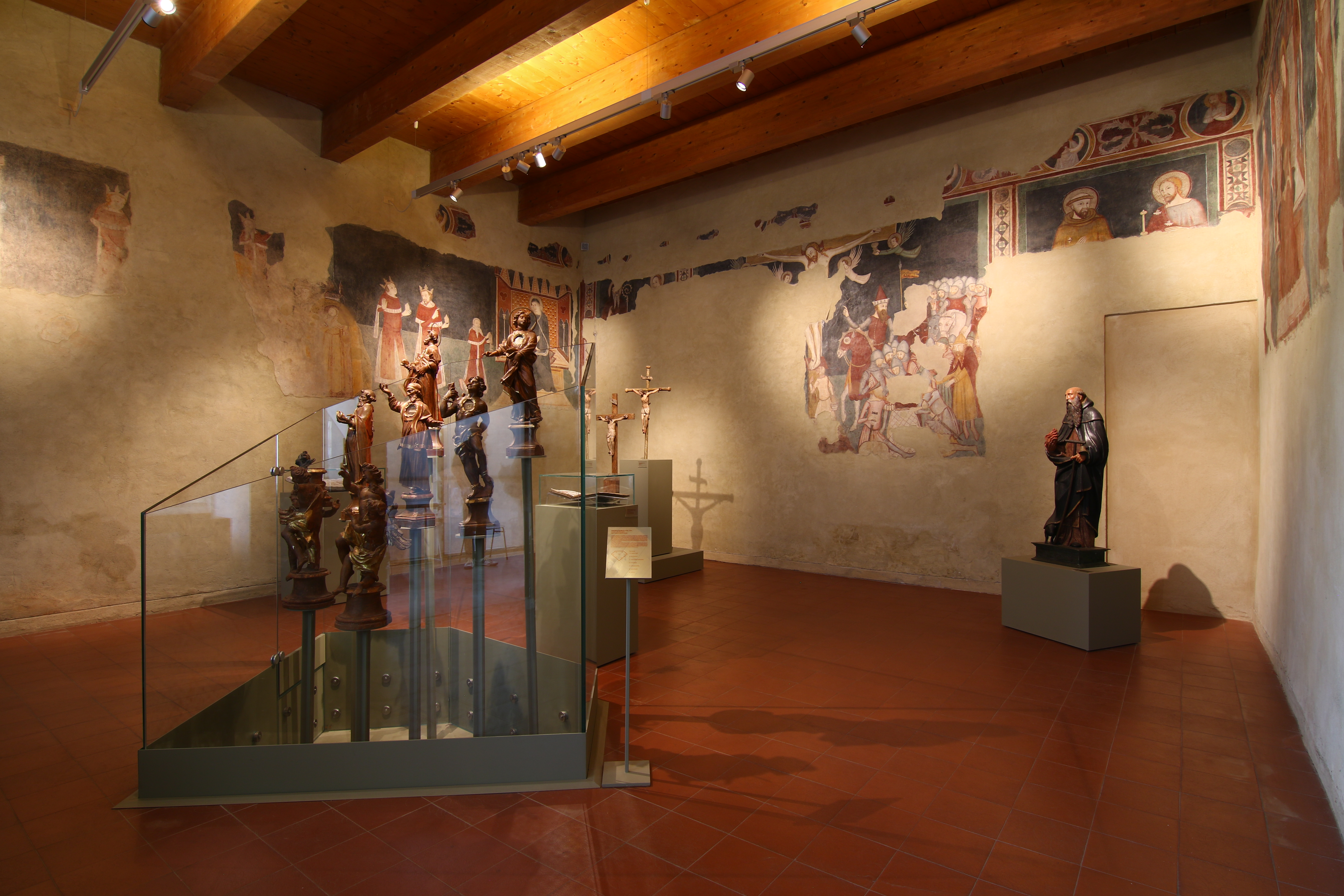
La sala capitolare che ospita una parte del museo di San Francesco.

In un'ala dell'antico chiostro si trova il museo ecclesiastico della chiesa di San Francesco, gestito dal Comune di Cassine. Questo è costituito dalla sala capitolare dove è conservato un ciclo pittorico del XIV secolo che fa da cornice alla tiara di papa Pio V e a diversi reliquiari romani del XVIII secolo. Nella sacrestia sono posizionati due imponenti armadi lignei settecenteschi e due affreschi raffiguranti entrambi la Vergine col Bambino e Santi: uno è opera di Luchino Ferrari del 1532, mentre l'altro risale al 1713 per mano di Giovanni Monevi.
Nel corridoio che collegava la sacrestia all'altare si trova la quadreria con quattordici dipinti raffiguranti le tappe della Via Crucis, opere del pittore bolognese Pietro Fancelli del 1796 e undici tele raffiguranti gli apostoli. Un ultimo dipinto è la pala d'altare, posizionata nella sacrestia, raffigurante la Vergine col Bambino tra San Francesco e San Biagio.